# Anthocleista
Anthocleista es un género tropical, nativo principalmente de África, Madagascar y las Islas Mascareñas, que comprende especies de árboles y arbustos pertenecientes a la familia Gentianaceae. Anthocleista estaba incluido en la familia Loganiaceae, pero estudios moleculares han evidenciado su inclusión en Gentianaceae.  Comprende 54 especies descritas y de estas solo 14 aceptadas.

## Taxonomía
El género fue descrito por Afzel. ex R.Br. y publicado en Narrative of an Expedition to Explore the River Zaire App. 5: 449. 1818. La especie tipo es: Anthocleista nobilis G.Don	

## Especies aceptadas
A continuación se brinda un listado de las especies del género Anthocleista aceptadas hasta marzo de 2014, ordenadas alfabéticamente. Para cada una se indica el nombre binomial seguido del autor, abreviado según las convenciones y usos.
- Anthocleista amplexicaulis Baker
- Anthocleista djalonensis A.Chev.
- Anthocleista grandiflora Gilg
- Anthocleista laxiflora Baker
- Anthocleista liebrechtsiana De Wild. & T.Durand
- Anthocleista longifolia (Lam.) Boiteau
- Anthocleista madagascariensis Baker
- Anthocleista microphylla Wernham
- Anthocleista nobilis G.Don
- Anthocleista obanensis Wernham
- Anthocleista procera Lepr. ex Bureau
- Anthocleista scandens Hook.f.
- Anthocleista schweinfurthii Gilg
- Anthocleista vogelii Planch.